# أميرة شاهين
أميرة شاهين طبيبة فلسطينية من جبل المكبر في مدينة القدس ورئيسة فرع منظمة المرأة في العلوم من أجل العالم النامي في فلسطين. تشغل درجة أستاذ مساعد بقسم الوبائيات في جامعة النجاح الوطنية في نابلس منذ عام 2011، حيث تعمل على تطوير مشروع بحثي يُركز على تعزيز استجابة النظام الصحي في حالات العنف الجنسي والتحقق في مدى جاهزية النظام الصحي لاكتشاف ضحايا العنف من النساء، وإحالتهن إلى الجهات المعنية. هي عضوة في كل من اللجنة الأخلاقية البحثية في جامعة النجاح الوطنية بالإضافة إلى العديد من المُجتمعات العلمية، بما في ذلك: مُؤسسة معلومات رعاية الأطفال للجميع والجمعية الدولية للأوبئة. نشرت العديد من أعمالها البحثية وحازت جائزة مؤسسة الألسيفير أوسد العالمية للعلماء النساء في الدول النامية عام 2019 لتميزها المهني في مسيرتها العلمية. وعُدت بذلك أول فلسطينية تفوز بهذه الجائزة.

## دراستها العليا
حصلت على درجة الماجستير في الصحة العامة من جامعة القدس، ودرجة الدكتوراة في علم الأوبئة والصحة السكانية من كلية لندن للصحة العامة والطب الإستوائي عام 2009. وفي نفس العام، عملت باحثة مُساعدة في كلية لندن للصحة والطب الاستوائي. وتتركز أبحاثها العلمية بشكل أساسي على صحة المرأة والأطفال والإصابات والعنف والصحة البيئية والعقلية. كما ظهرت أبحاثها في العديد من المجلات الدولية الرائدة في مجالها.

## جوائز
حصلت على جائزة أوسد من مُؤسسة الألسيفير العالمية للعالمات الرائدات في الدول النامية عام 2019. وتُركز الجائزة على إبراز دور المرأة في الدول النامية، خصوصًا الرياديات اللواتي يعملن على مشاريع أبحاث علمية. وتقول عن مشروعها «أنه يأتي في إطار استكمال بحثها الذي يتمحور حول العنف المبني على النوع الاجتماعي، وتعزيز استجابة نظام الرعاية الصحية للعنف القائم على نوع الجنس/ النوع الاجتماعي في فلسطين، والتحقق في مدى جاهزية النظام الصحي في اكتشاف ضحايا العنف من النساء/ وإحالتهن إلى الجهات المعنية... يأتي المشروع عن نتاج علمي لآخر 10 سنوات... وبحلول عام 2030، يُحاول المُهتمون في العالم التقليل من النساء المُعنفات... لدينا أدوات مُعينة استخدمناها للتأكد من جاهزية العيادات لاستقبال النساء المُعنفات وتقديم الخدمات المُلائمة لهن».